# Monumento conmemorativo de Thiepval

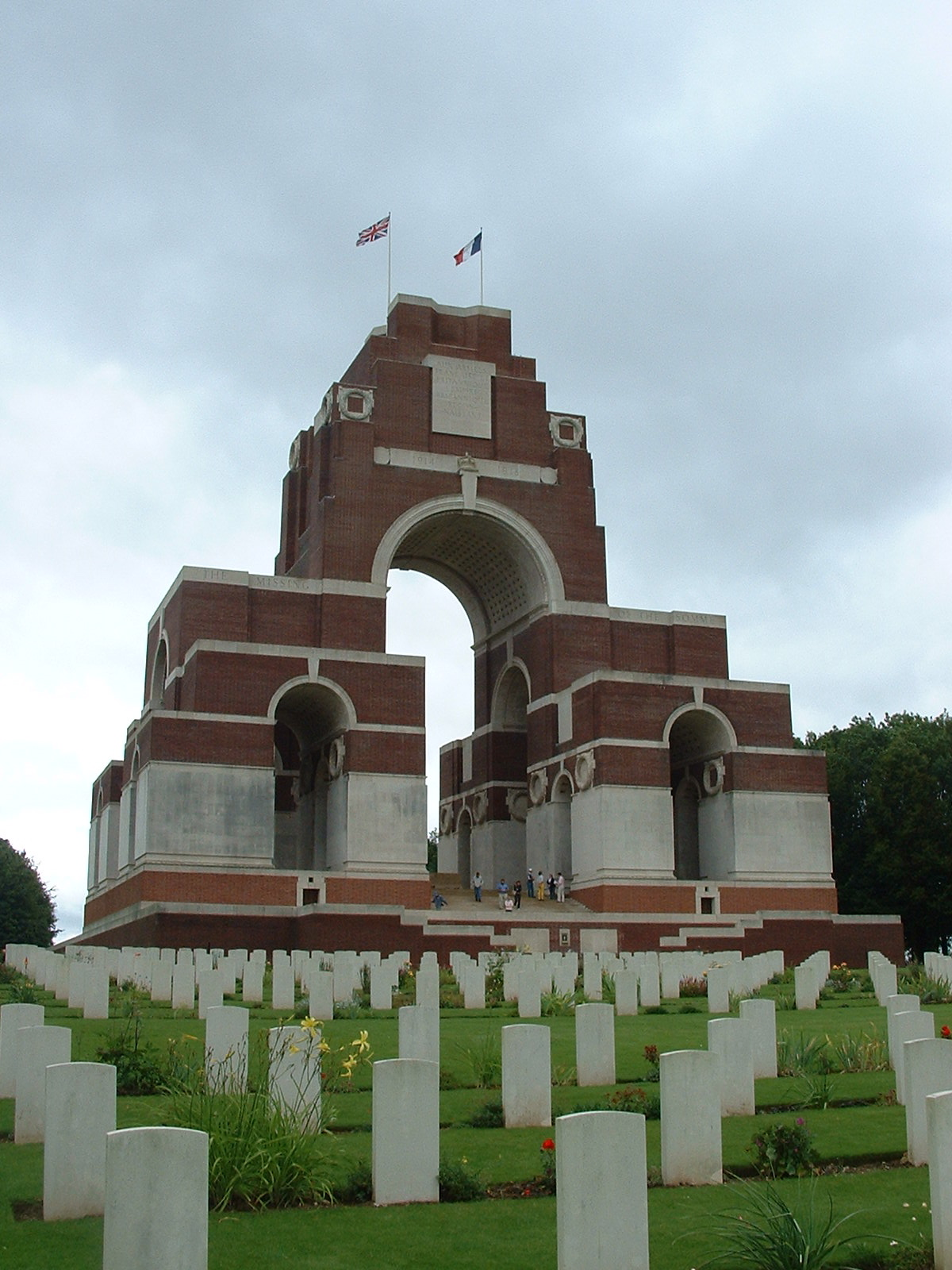
Monumento conmemorativo de Thiepval a los desaparecidos del Somme

El monumento conmemorativo de Thiepval a los desaparecidos del Somme es un monumento de guerra en memoria de los 72 337 militares británicos y sudafricanos desaparecidos que murieron en las batallas del Somme de la Primera Guerra Mundial entre 1915 y 1918 que no tienen una tumba conocida. Está cerca del pueblo de Thiepval, Picardía en Francia. En se inauguró un centro de visitantes. Diseñado por Sir Edwin Lutyens, el monumento conmemorativo Thiepval ha sido descrito como «la mayor obra de arquitectura monumental británica del siglo XX».

## Ubicación
El monumento conmemorativo fue construido aproximadamente a 200 metros al sureste del antiguo Thiepval Château, que estaba situado en un terreno más bajo, al lado del bosque de Thiepval. No se eligieron los terrenos del castillo original ya que esto habría requerido mover las tumbas excavadas durante la guerra alrededor de los numerosos puestos de ayuda médica.

## Diseño e inauguración
Diseñado por Sir Edwin Lutyens, el monumento conmemorativo fue construido entre 1928 y 1932 y es el más grande del mundo. Fue inaugurado por el príncipe de Gales (más tarde rey Eduardo VIII) en presencia de Albert Lebrun el Presidente de Francia, el 1 de agosto de 1932. La ceremonia de inauguración fue asistida por Lutyens. Fue el último de los monumentos conmemorativos especiales en Flandes y Picardía en ser inaugurado.
El monumento conmemorativo domina la escena rural y tiene 16 pilares de ladrillo, revestidos con piedra de Pórtland. Originalmente se construyó con ladrillos franceses de Lille, pero fue revestido en 1973 con ladrillos de Accrington. El arco principal está alineado de este a oeste. El monumento tiene 43 metros de altura sobre el nivel de su podio, que al oeste se encuentra 6,1 metroes por encima del nivel del cementerio contiguo. Tiene cimientos 5,8 metros de espesor, que fueron necesarios debido a los extensos túneles excavados durante la guerra debajo de la estructura.[cita requerida]
Es una forma compleja de arco conmemorativo, que comprende arcos entrelazados de cuatro tamaños. Cada lado del arco principal está atravesado por un arco más pequeño, orientado en ángulo recto respecto del arco principal. Cada lado de cada uno de estos arcos más pequeños es atravesado por un arco aún más pequeño, y así sucesivamente. La clave de cada arco menor está al nivel del arranque del arco mayor que perfora; cada uno de estos niveles está marcado por una cornisa de piedra. Este diseño da como resultado 16 pilares con 64 lados revestidos con paneles de piedra. Sólo 48 de ellas están inscritas, ya que los paneles que rodean el exterior del monumento están en blanco.
Según el historiador de arquitectura Stephen Games, el monumento conmemorativo está compuesto por dos arcos triunfales que se entrecruzan, cada uno con un arco central más grande y dos arcos secundarios más pequeños; los arcos de las fachadas este-oeste son más altos que los de las norte-sur, todos ellos elevados a partir de lo que es vagamente un plano de cuadrícula escocesa de cuatro por cuatro. El arco principal está rematado por una torre. En el espacio central del monumento conmemorativo reposa una piedra del recuerdo sobre una plataforma de tres escalones.
El monumento está grabado con los nombres de 72 246 oficiales y hombres (véase abajo) y la ingeniosa geometría de Lutyens surge del intento de mostrar estos nombres en forma compacta, en lugar de la forma más larga, baja y lineal adoptada por otros monumentos a los desaparecidos de la guerra, como los de Loos, Pozières y Arras.
La inscripción de nombres en el monumento conmemorativo está reservada para aquellos soldados desaparecidos o no identificados que no tienen tumba conocida. Una gran inscripción en la superficie interna del monumento dice:

Aquí están grabados los nombres de los oficiales

y hombres de los
Ejércitos Británicos que cayeron
en los campos de la batalla del Somme
julio de 1915 febrero de 1918
pero a quienes
la fortuna de la guerra
negó la conocida
y honrosa sepultura
dado a sus

a sus camaradas en la muerte.

En los pilares de piedra de Pórtland están grabados los nombres de más de 72 000 hombres que murieron en las batallas del Somme entre julio de 1915 y marzo de 1918. La Comisión de Tumbas de Guerra del Commonwealth afirma que más del 90 % de estos soldados murieron en la primera Batalla del Somme entre el 1 de julio y el 18 de noviembre de 1916. Los nombres están tallados utilizando las letras mayúsculas estándar diseñadas para el encargo de MacDonald Gill.
A lo largo de los años transcurridos desde su inauguración, se han descubierto cadáveres en el antiguo campo de batalla y en ocasiones se han identificado por diversos medios. Se tomó la decisión de que, para proteger la integridad del monumento como uno solo para aquellos que están desaparecidos o no identificados, si se encontrara e identificara un cuerpo, la inscripción con su nombre se eliminaría del monumento rellenándola con cemento. A aquellos que son encontrados e identificados se les brinda un funeral con todos los honores militares en un cementerio cercano al lugar donde fueron descubiertos. Esta práctica ha provocado numerosas lagunas en las listas de nombres.
En la parte superior del arco, una inscripción en francés dice "Aux armées Française et Britannique l'Empire Britannique reconnaissant" (‘A los ejércitos francés y británico, del agradecido Imperio Británico’). Justo debajo están tallados los años 1914 y 1918. En los bordes superiores de los arcos laterales, divididos a izquierda y derecha, está grabada la frase «Los desaparecidos del Somme».

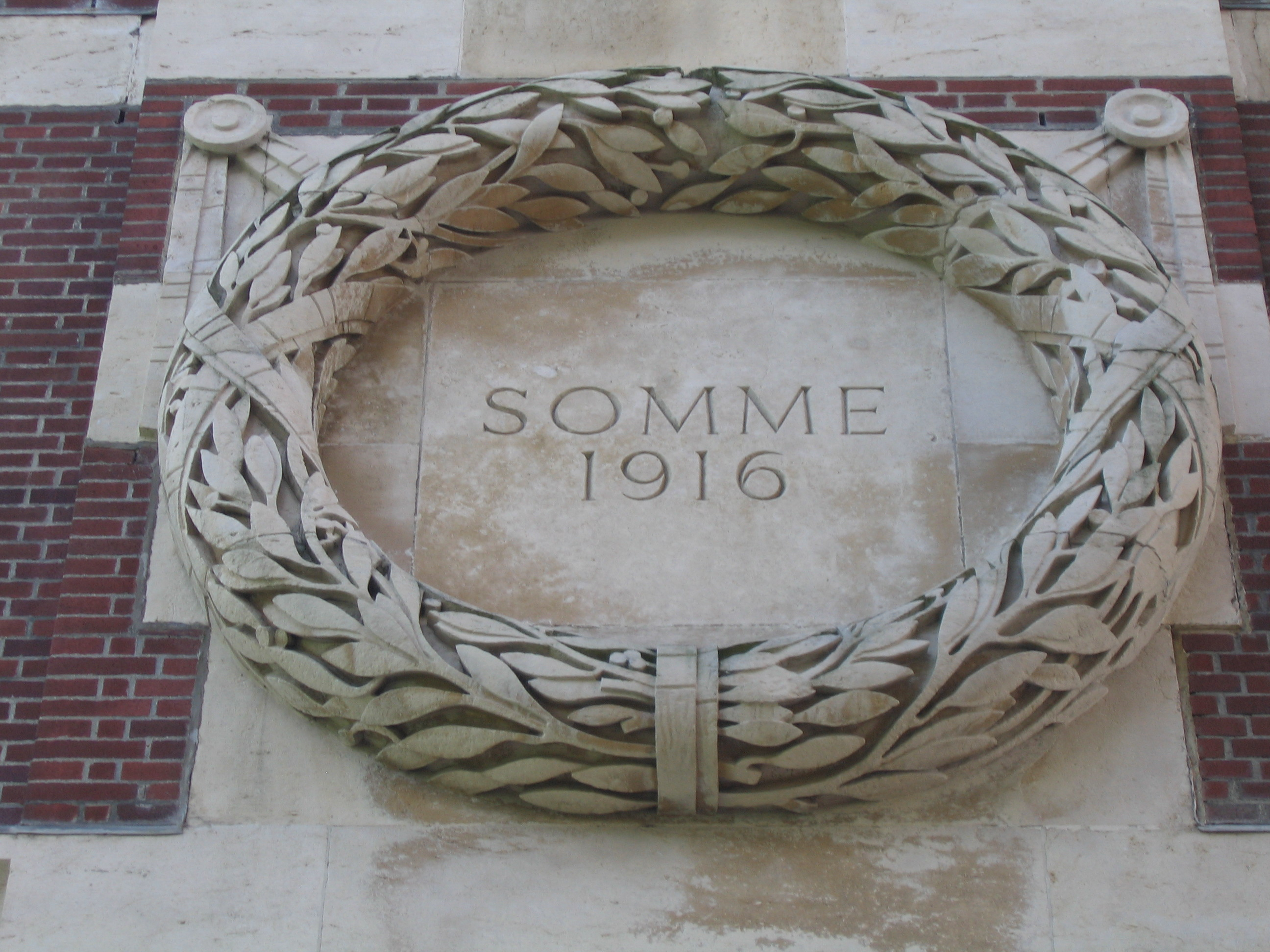
El medallón de «Somme 1916»

En este monumento se incluyen dieciséis coronas de laurel de piedra, inscritas con los nombres de las subbatallas que compusieron la Batalla del Somme y las acciones posteriores, en las que cayeron los hombres conmemorados en Thiepval. Uno de ellos se titula simplemente "Somme 1916". Las trece batallas que aparecen nombradas así en los otros redondeles son: Altos de Ancre, Ancre, Albert, Bosque Alto, Bosque de Delville, Morval, Flers-Courcelette, Bosque de Pozières, Cresta de Bazentin, Cresta de Thiepval, Cresta de Transloy, Ginchy y Guillemont. Los dos últimos medallones son de 'Bapaume' y 'Miraumont', probablemente haciendo referencia a batallas o acciones en el frente del Somme en 1917, ya que el monumento conmemorativo de Thiepval incluye a los muertos desaparecidos que cayeron antes del 20 de marzo de 1918. Las acciones de Miraumont tuvieron lugar del 17 al 18 de febrero de 1917 y Bapaume fue ocupada por los británicos el 17 de marzo de 1917.

## Personas notables conmemorados en el monumento
En el monumento se enumeran siete galardonados con la Cruz Victoria, bajo sus respectivos regimientos. Todos ellos son británicos a menos que se indique lo contrario:
- Eric Norman Frankland Bell
- William Buckingham
- Catedral de Shillington, Geoffrey St. George
- William McFadzean
- William Mariner
- Thomas Orde Lawder Wilkinson
- Alexander Young (sudafricano)

A continuación, se muestra una lista de otras personas notables:
- el jugador de críquet inglés de primera clase Alban Arnold[15]
- el jugador de críquet inglés de primera clase Sydney Thomas Askham[16]
- el compositor George Butterworth[17]
- el jugador de críquet irlandés de primera clase William Crozier[18]
- el internacional escocés de rugby union Rowland Fraser[19]
- el jugador de críquet inglés de primera clase John Gregory[20]
- el internacional inglés de rugby y clérigo Rupert Inglis[21]
- el economista irlandés, poeta y exmiembro del parlamento británico Thomas Michael Kettle[22]
- el internacional inglés de rugby John Abbott King[23]
- el futbolista internacional irlandés Jimmy Maxwell[24]
- el internacional inglés de rugby Alfred Maynard[25]
- el internacional escocés de rugby Eric Milroy[26]
- el futbolista internacional galés Leigh Richmond Roose[27]
- el escritor inglés Saki (Hector Hugh Munro)[28]
- el jugador de críquet inglés de primera clase Ernest Shorrocks[29]
- el internacional galés de rugby galés Dick Thomas[30]
- el internacional galés de rugby Horace Thomas[31]
- el músico y compositor Francis Purcell Warren
- el internacional galés de rugby David Watts[32]
- el futbolista inglés de River Plate Arthur Herbert Thompson[33]

## Monumento conmemorativo anglo-francés

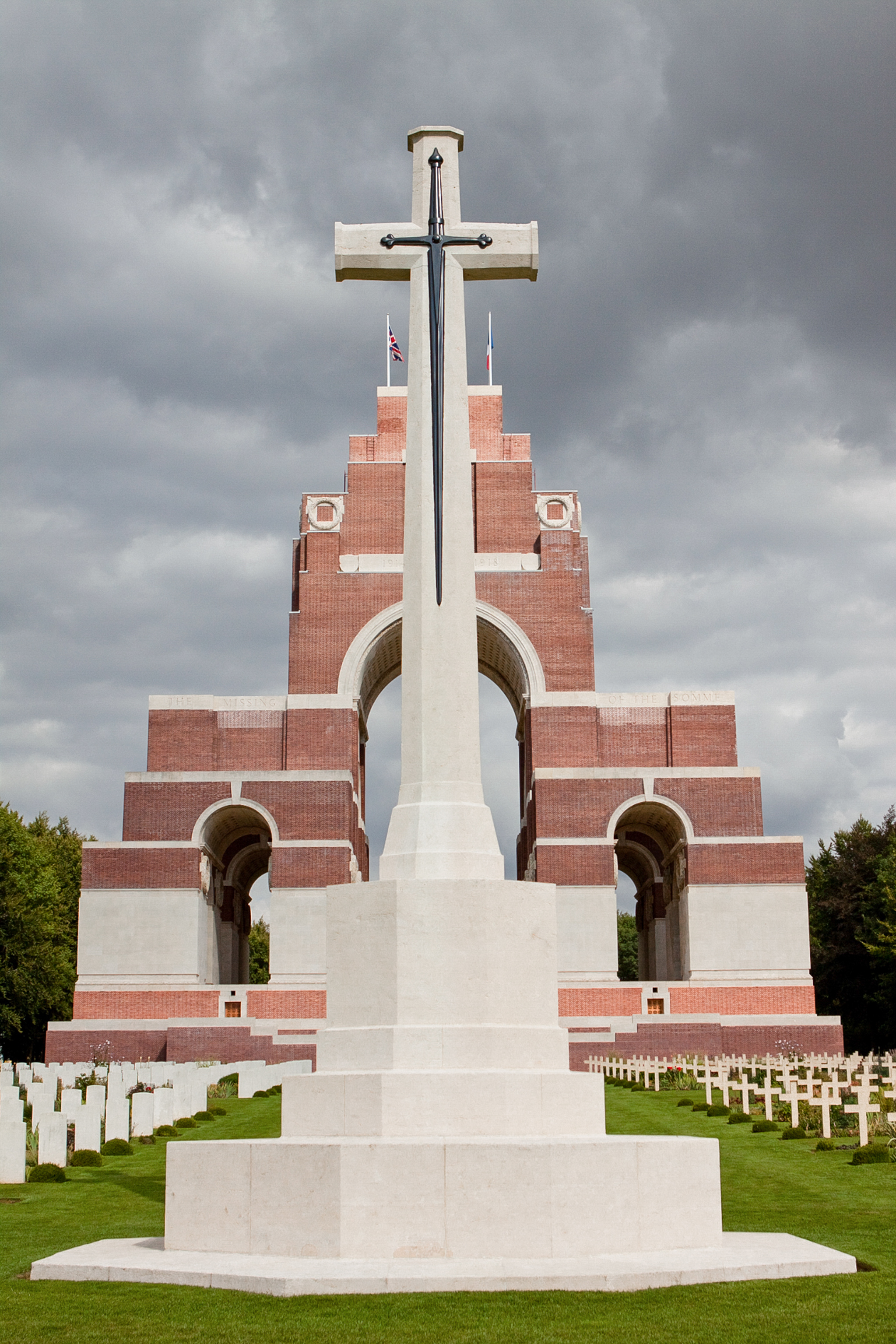
Cruz del Sacrificio y tumbas británicas (izquierda) y francesas (derecha) junto al monumento conmemorativo

El monumento conmemorativo de Thiepval también sirve como monumento de batalla anglo-francés para conmemorar la naturaleza conjunta de la ofensiva de 1916. Como reconocimiento adicional a este hecho, al pie del monumento se encuentra un cementerio, el Thiepval Anglo-French Cemetery, que contiene 300 tumbas de la Commonwealth británica y 300 tumbas francesas. La mayoría de los soldados enterrados aquí (239 de la Commonwealth británica y 253 de la francesa) son desconocidos; los cuerpos fueron enterrados nuevamente aquí después de ser descubiertos entre diciembre de 1931 y marzo de 1932, en su mayoría procedentes de los campos de batalla de Somme, pero algunos de lugares tan al norte como Loos-en-Gohelle y tan al sur como Le Quesnel. Las tumbas de la Commonwealth británica tienen lápidas rectangulares hechas de piedra blanca, mientras que las tumbas francesas tienen cruces de piedra gris. Para aquellos no identificados, las lápidas británicas llevan la inscripción "Un soldado de la Gran Guerra / Conocido por Dios", las cruces francesas llevan la única palabra " Inconnu ". " ('desconocido'). La Cruz del Sacrificio del cementerio tiene una inscripción que reconoce las contribuciones conjuntas británicas y francesas.
Para que el mundo recuerde el sacrificio común de dos millones y medio de muertos, aquí yacen lado a lado soldados de Francia y del Imperio Británico en eterna camaradería.
-Inscripción de la Cruz del Sacrificio en el cementerio Anglo-Francés de Thiepval

## Ceremonias y servicios
Cada año, el 1 de julio (aniversario del primer día en Somme), se celebra una importante ceremonia en el monumento conmemorativo. También hay una ceremonia el 11 de noviembre, a partir de las 10.45 CET .